# Río Rognon
El río Rognon es un río de Francia que discurre por la región de Gran Este. Es afluente por la margen derecha del río Marne, en la cuenca hidrográfica del río Sena.
Nace en el pueblo de Is-en-Bassigny. Posteriormente pasa por las comunas de Nogent, Lanques-sur-Rognon, Ageville, Esnouveaux, Forcey, Bourdons-sur-Rognon, Cirey-lès-Mareilles, Andelot-Blancheville, Vignes-la-Côte, Signéville, Montot-sur-Rognon, Roches-Bettaincourt, Doulaincourt-Saucourt, Donjeux, Saint-Urbain-Maconcourt y Mussey-sur-Marne. La desembocadura en el río Marne tiene lugar en las afueras de esta última localidad.
Su principal afluente es el río Sueurre, con el cual confluye a las afueras de Vignes-la-Côte.